# Oscaruddelingen 1961
Oscaruddelingen 1961 var den 33. oscaruddeling, hvor de bedste film fra 1960 blev hædret af Academy of Motion Picture Arts and Sciences. Uddelingen blev afholdt i Santa Monica Civic Auditorium i Santa Monica, Californien, USA.
Filmen Nøglen under måtten var den sidste sort-hvid-film der vandt en Oscar for bedste film indtil 1994, hvor Schindlers liste vandt.
Gary Cooper var for syg til at deltage ved uddelingen, og hans ven James Stewart modtog æresprisen for ham. Stewarts rørende tale hentydede til, at der var noget helt galt. En månede senere, 3 dage efter sin 60-års fødselsdag, døde Gary Cooper af kræft.
Den danske dokumentarfilm En by ved navn København var nomineret til en Oscar for bedste korte dokumentar.

## Priser
| Bedste Film | Bedste Instruktør |
| --- | --- |
| - Nøglen under måtten - Elmer Gantry - Sønner og elskere - The Alamo - Fjerne horisonter | - Billy Wilder – Nøglen under måtten - Alfred Hitchcock – Psycho - Jules Dassin – Aldrig om søndagen - Jack Cardiff – Sønner og elskere - Fred Zinnemann – Fjerne horisonter |
| Bedste Mandlige Hovedrolle | Bedste Kvindelige Hovedrolle |
| - Burt Lancaster – Elmer Gantry - Spencer Tracy – Solen stod stille - Trevor Howard – Sønner og elskere - Jack Lemmon – Nøglen under måtten - Laurence Olivier – The Entertainer | - Elizabeth Taylor – Ikke for penge - Melina Mercouri – Aldrig om søndagen - Greer Garson – Sunrise at Campobello - Shirley MacLaine – Nøglen under måtten - Deborah Kerr – Fjerne horisonter |
| Bedste Mandlige Birolle | Bedste Kvindelige Birolle |
| - Peter Ustinov – Spartacus - Sal Mineo – Exodus - Peter Falk – Mord A/S - Chill Wills – The Alamo - Jack Kruschen – Nøglen under måtten | - Shirley Jones – Elmer Gantry - Janet Leigh – Psycho - Mary Ure – Sønner og elskere - Shirley Knight – Mørket ovenpå - Glynis Johns – Fjerne horisonter |
| Bedste Originale Manuskript | Bedste Filmatisering |
| - Nøglen under måtten – Billy Wilder og I. A. L. Diamond - Aldrig om søndagen – Jules Dassin - Hiroshima, min elskede – Marguerite Duras - Vred tavshed – Richard Gregson, Michael Craig og Bryan Forbes - Forandring fryder – Melvin Frank og Norman Panama | - Elmer Gantry – Richard Brooks - Solen stod stille – Nedrick Young og Harold Jacob Smith - Sønner og elskere – Gavin Lambert and T. E. B. Clarke - Fjerne horisonter – Isobel Lennart - De var helte – James Kennaway |
| Bedste Udenlandske Film | |
| - Jomfrukilden ( Sverige) - Kapò ( Italien) - Sandheden ( Frankrig) - Macario ( Mexico) - Deveti krug ( Jugoslavien) | |
| Bedste Dokumentar | Bedste Korte Dokumentar |
| - The Horse with the Flying Tail - Rebel in Paradise | - Giuseppina - Beyond Silence - En by ved navn København - George Grosz' Interregnum - Universe |
| Bedste Kortfilm | Bedste Korte Animationsfilm |
| - Day of the Painter - The Creation of Woman - Islands of the Sea - A Sport Is Born | - Munro - Goliath II - High Note - Mouse and Garden - A Place in the Sun |
| Bedste Drama- eller Komediemusik | Bedste Musicalmusik |
| - Exodus – Ernest Gold - Elmer Gantry – André Previn - Spartacus – Alex North - The Alamo – Dimitri Tiomkin - Syv mænd sejrer – Elmer Bernstein | - Franz Liszt - kunstner og elsker – Morris Stoloff og Harry Sukman - Det ringer, det ringer – André Previn - Can Can – Nelson Riddle - Pepe – Johnny Green - Let's Make Love – Lionel Newman og Earle H. Hagen |
| Bedste Sang | Bedste Lydoptagelse |
| - "Never on Sunday" fra Aldrig om søndagen – Musik og Tekst af Manos Hatzidakis - "The Second Time Around" fra Bedre sent end aldrig – Musik af Jimmy Van Heusen Tekst af Sammy Cahn - "Faraway Part of Town" fra Pepe – Musik af Andre Previn; Tekst af Dory Previn - "The Green Leaves of Summer" from The Alamo – Musik af Dimitri Tiomkin; Tekst af Paul Francis Webster - "The Facts of Life" from Forandring fryder – Musik og Tekst af Johnny Mercer | - The Alamo – Gordon E. Sawyer og Fred Hynes, Samuel Goldwyn Studio Sound Department og Todd-AO Sound Department - Cimarron – Franklin E. Milton, MGM Studio Sound Department - Pepe – Charles Rice, Columbia Studio Sound Department - Sunrise at Campobello – George R. Groves, Warner Bros. Studio Sound Department - Nøglen under måtten – Gordon E. Sawyer, Samuel Goldwyn Studio Sound Department |
| Bedste Scenografi, Sort og Hvid | Bedste Scenografi, Farver |
| - Nøglen under måtten – Alexander Trauner og Edward G. Boyle - Psycho – Joseph Hurley, Robert Clatworthy og George Milo - Sønner og elskere – Tom Morahan og Lionel Couch - Forandring fryder – Joseph McMillan Johnson, Kenneth A. Reid og Ross Dowd - Jerry som rumpilot – Hal Pereira, Walter Tyler, Sam Comer og Arthur Krams | - Spartacus – Alexander Golitzen, Eric Orbom, Russell A. Gausman og Julia Heron - Cimarron – George Davis, Addison Hehr, Henry Grace, Hugh Hunt og Otto Siegel - Det begyndte i Napoli – Hal Pereira, Roland Anderson, Sam Comer og Arrigo Breschi - Pepe – Ted Haworth og William Kiernan - Sunrise at Campobello – Edward Carrere og George James Hopkins                                             |
| Bedste Fotografering, Sort og Hvid | Bedste Fotografering, Farver |
| - Sønner og elskere – Freddie Francis - Solen stod stille – Ernest Laszlo - Psycho – John L. Russell - Nøglen under måtten – Joseph LaShelle - Forandring fryder – Charles Lang, Jr. | - Spartacus – Russell Metty - Ikke for penge – Joseph Ruttenberg and Charles Harten - Exodus – Sam Leavitt - Pepe – Joseph MacDonald - The Alamo – William H. Clothier |
| Bedste Kostumer, Sort og Hvid | Bedste Kostumer, Farver |
| - Forandring fryder – Edith Head og Edward Stevenson - Aldrig om søndagen – Deni Vachlioti - Jomfrukilden – Marik Vos - Syv tyve – Bill Thomas - Manden der ikke kunne dø – Howard Shoup | - Spartacus – Bill Thomas and Valles - Can Can – Irene Sharaff - Sorte kniplinger – Irene - Pepe – Edith Head - Sunrise at Campobello – Marjorie Best |
| Bedste Klipning | Bedste Visuelle Effekter |
| - Nøglen under måtten – Daniel Mandell - Solen stod stille – Frederic Knudtson - Pepe – Viola Lawrence and Al Clark - Spartacus – Robert Lawrence - The Alamo – Stuart Gilmore | - Rædselsrejsen – Gene Warren og Tim Baar - The Last Voyage – A.J. Lohman |

### Ærespriser
- Gary Cooper
- Stan Laurel

### Ungdomsprisen
- Hayley Mills

### Jean Hersholt Humanitarian Award
- Sol Lesser